# ラジアントホール
ラジアントホールは、神奈川県横浜市中区にあるホール。

## 概要
管理・運営はアール・エフ・ラジオ日本関連会社の株式会社ラジオ日本クリエイト。ラジオ日本本社も入居する三共横浜ビル（2016年6月1日に明治安田生命ラジオ日本ビルから名称変更）の1階にある。350人（劇場形式）の多目的ホール。
主な用途としてはラジオ日本で放送される番組の公開録音であり、2012年3月まで10年放送されてきた「えんかe-ジャン!」の公開録音も行われていた。
貸しホールとしてはコンサート（横浜ジャズプロムナードでも使用された）や展示会、プロレス興行（大日本プロレス（蛍光灯デスマッチも可能）、NOAH、全日本プロレス、DRAGON GATE、DDT、アイスリボンなど）などで使用されている。